# آلبرتو اونگاراتو
آلبرتو اونگاراتو (ایتالیایی: Alberto Ongarato؛ زادهٔ ۲۴ ژوئیهٔ ۱۹۷۵) دوچرخه‌سوار اهل ایتالیا است. وی در مسابقات تور دو فرانس و جیرو دیتالیا شرکت کرده است.